# 凯谢吕·费伦茨
凯谢吕·费伦茨（匈牙利語：Keserű Ferenc，1903年8月27日—1968年7月16日），匈牙利男子水球运动员。他曾代表匈牙利参加1924年、1928年和1932年夏季奥林匹克运动会水球比赛，共获得一枚金牌和一枚银牌。